# Rubus transvestitus
Rubus transvestitus är en rosväxtart som beskrevs av G. Matzke-hajek. Rubus transvestitus ingår i släktet rubusar, och familjen rosväxter. Inga underarter finns listade i Catalogue of Life.